# Niccolò Ridolfi (politico)

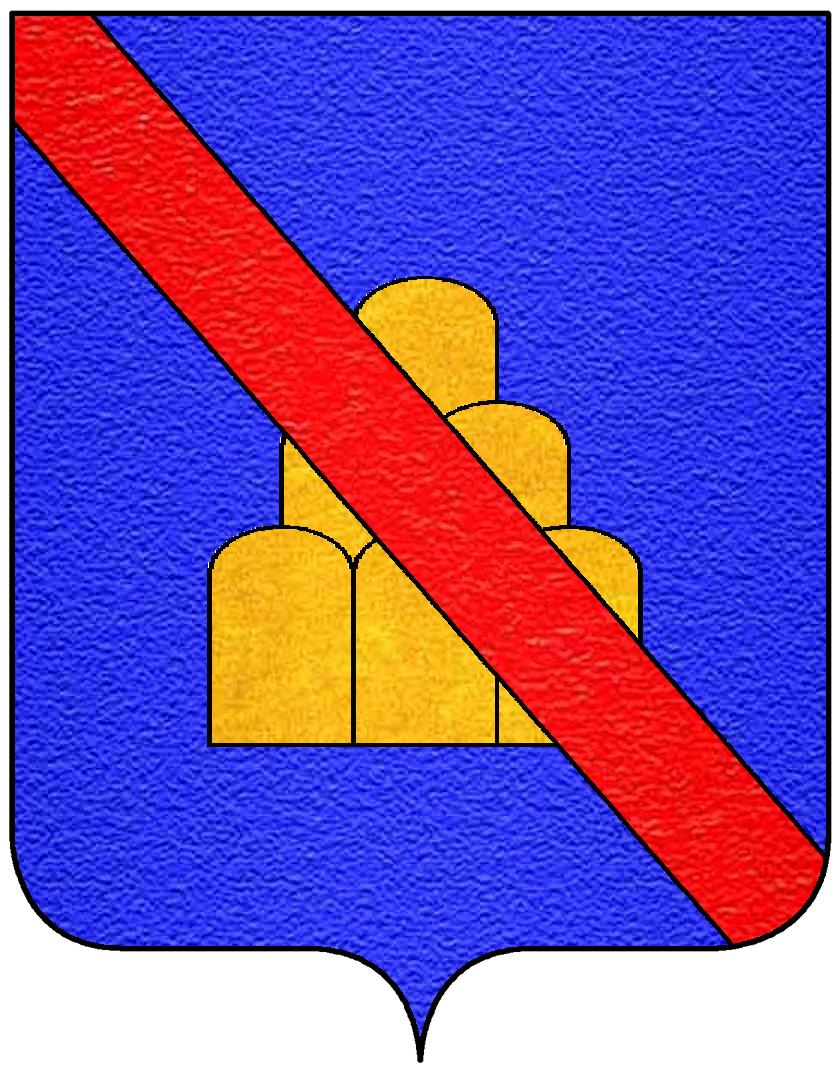
Stemma Ridolfi

Niccolò Ridolfi (Firenze, 6 agosto 1444 – Firenze, 21 agosto 1497) è stato un politico italiano.

## Biografia
Nacque da Luigi di Lorenzo Ridolfi e da Antonia di Conte di Tommaso Fioravanti; apparteneva a un ramo della famiglia strettamente legato alla politica e alla fedeltà verso la famiglia Medici.
Sin da giovane ricoprì numerosi uffici, tanto in città quanto nel territorio fiorentino: in quest’ultimo ambito della vita pubblica fu podestà di Campi nel 1474, governò Pistoia come podestà nei primi sei mesi del 1480 e per la seconda parte dell’anno si trasferì a Scarperia come vicario del Mugello. Nel 1483 fu vicario di San Miniato; nel 1489, podestà di Castiglion Fiorentino.
Attivamente impegnato nella propria Arte, Calimala, ne fu console nel 1481.
Anche la sua presenza in uffici prettamente politici fu di alto livello: dei Dodici buonuomini nel 1477, degli Otto di guardia e balia nel 1478 e 1493, dei Dieci di balia nel 1486, nel Consiglio dei settanta nel 1484 e 1489, anno in cui fu eletto Gonfaloniere di giustizia.
Legato ai Medici anche da legami familiari - suo figlio aveva sposato Contessina, figlia del Magnifico - non fu capace di dissentire la linea filo-aragonese di Piero de' Medici, la cui fuga da Firenze nel novembre 1494 comportò l'esclusione di Ridolfi dagli incarichi pubblici.
Durante il dominio di Gerolamo Savonarola, in un clima cittadino già avvelenato dal sospetto di possibili azioni che favorissero un ritorno dei Medici, fu accusato di alto tradimento, imprigionato e infine giustiziato, insieme ad altri presunti cospiratori, nel palazzo del Bargello, nell'agosto 1497.

## Matrimonio e discendenza
Sposò il 3 febbraio 1464 Giuliana (Giana) (5 giugno 1453-?), figlia di Tommaso Spinelli e di Milia Peruzzi, dalla quale ebbe:
- Piero (11 luglio 1467-5 maggio 1525[2]), Gonfaloniere di giustizia nel 1515, Conte palatino; sposò l'11 maggio 1493 Contessina de' Medici, dalla quale ebbe:
  - Luigi (28 agosto 1495-18 maggio 1556), uomo politico e ambasciatore;
  - Emilia (9 aprile 1500-10 ottobre 1514) sposò il principe Jacopo V Appiano, Signore di Piombino, ma morì prima di consumare il matrimonio;
  - Niccolò (16 luglio 1501-31 gennaio 1550), cardinale;
  - Lorenzo (6 settembre 1503-29 settembre 1576), cavaliere e segretario apostolico;
  - Clarice (22 aprile 1507-1522) sposò a sua volta Jacopo V Appiano, vedovo della sorella;
  - Cosimo (11 agosto 1508 - 1528).